# Giovanni de Ribera
Giovanni de Ribera, forma italianizzata dello spagnolo Juan de Ribera (Siviglia, 20 marzo 1532 – Valencia, 6 gennaio 1611), è stato un patriarca cattolico spagnolo, fondatore dell'ordine delle Monache Agostiniane Scalze. È stato proclamato santo nel 1960 da papa Giovanni XXIII.

## Biografia
Il padre era il viceré di Napoli Pedro Afán de Ribera. Restò orfano di madre in tenera età e crebbe privo dell'amore materno.
Studiò all'Università di Salamanca.
Il 27 maggio 1562, a 30 anni, papa Pio IV lo nominò vescovo di Badajoz. Qui si dedicò con tutta l'anima a predicare la dottrina cattolica e a contrastare il movimento protestante.
Il 3 dicembre 1568 fu nominato arcivescovo di Valencia.
Il Re di Spagna lo nominò viceré di Valencia, cosicché detenne contemporaneamente il potere religioso e civile.
Fondò il Real Collegio del Corpus Christi, conosciuto tra i valenzani con il nome del Patriarca ed ebbe come obiettivo principale la formazione dei sacerdoti secondo lo spirito e le disposizioni del Concilio di Trento, e rappresentò perciò un esempio e un paradigma della Controriforma a Valenza. Il clima religioso della Controriforma, la personalità e il mecenatismo artistico, ne fecero una delle figure più influenti del periodo, in cui ebbe i titoli di arcivescovo di Valencia, patriarca di Antiochia, viceré, capitano generale, presidente della Audiencia e cancelliere dell'Università.
Fu beatificato nel 1796 e canonizzato da papa Giovanni XXIII nel 1960.

## Successione apostolica
La successione apostolica è:
- Arcivescovo Pedro Coderos (1570)
- Vescovo Bernardino Gómez Miedes (1586)
- Vescovo Alonso D'Avalos (1598)
- Vescovo Feliciano Figueroa (1599)
- Vescovo Francisco Virgili (1599)
- Vescovo Alfonso Coloma Sa (1599)
- Arcivescovo Matteo de Oviedo, O.F.M. (1600)
- Vescovo Vicente Roca de la Serna (1605)
- Vescovo Tomás Espinosa (1607)
- Vescovo Felipe Marimón (1608)
- Vescovo Juan Tomás de Blanes, O.P. (1609)
- Vescovo Miguel Angulo Gómez de Carvajal, O.S. (1610)
- Vescovo Pedro Ginés Casanova (1610)